# Gone with the Sin
"Gone With the Sin" är en powerballad av det finländska alternativa rock bandet HIM, som släpptes år 2000 som den femte låten på deras album Razorblade Romance. Låten hamnade som 1:a på den finska singellistan och som 89:a på den schweiziska.

## Låtlista
Finland
1. "Gone With the Sin" (Radioversion) – 3:51
2. "Gone With the Sin" (OD-version) – 4:58
3. "For You" (Akustisk version) – 4:08
4. "Gone With the Sin" (Albumversion) – 4:22

Tyskland
1. "Gone With the Sin" (Radioversion) – 3:51
2. "Gone With the Sin" (OD-version) * – 4:58
3. "For You" (Akustisk version) * – 4:08
4. "Bury Me Deep Inside Your Heart" (Liveversion) * – 4:13
5. "Gone With the Sin" (Albumversion) * – 4:22

- * - Bara på den begränsade utgåvan

Finland (blått skivomslag)
1. "Gone With the Sin" (Radioversion) – 3:51

## Listplaceringar
| Lista (2000-2001) | Position |
| ----------------- | -------- |
| Finland           | 1        |
| Schweiz           | 89       |

### Fotnoter
1. ↑  ”Listplacering”. http://finnishcharts.com/showitem.asp?interpret=HIM&titel=Gone+With+The+Sin&cat=s. Läst 11 juni 2011.
2. ↑  ”Listplacering”. http://hitparade.ch/showitem.asp?interpret=HIM&titel=Gone+With+The+Sin&cat=s. Läst 11 juni 2011.